# جردن سپو
جردن سپو (انگلیسی: Jordan Sepho؛ زادهٔ ۸ دسامبر ۱۹۹۸) بازیکن راگبی ۱۵ نفره رئونیونی‌تبار اهل فرانسه است.
وی همچنین در تیم ملی راگبی ۷ نفره فرانسه بازی کرده است.
وی در مسابقات کشوری و بین‌المللی در مجموع برندهٔ ۱ مدال طلا شده است.